# In caso di disgrazia
In caso di disgrazia è un romanzo di Georges Simenon, scritto dal 1° all'8 novembre del 1955 a Cannes e pubblicato da Presses de la Cité il 24 febbraio 1956.
L'edizione italiana è stata pubblicata da Mondadori nel 1958 (collana "Romanzi e racconti d'oggi" n° 2) nella traduzione dal francese di Federico Federici e poi nel 2001 da Adelphi nella traduzione di Laura Colombo.

## Trama
Lucien Gobillot è un avvocato di successo che ha sposato Viviane per ambizione e fa parte della Parigi che conta. Tuttavia ha un dossier segreto su se stesso, sulla cui copertina ha scritto il titolo del romanzo. Qui racconta di come abbia incontrato una bella ragazza, Yvette Maudet, che si è presentata nel suo ufficio per farsi difendere dall'accusa di aver ucciso un vecchio bottegaio e non avendo come pagare l'onorario gli si è offerta spudoratamente. Lui è riuscito a farla scagionare, e lei gli si è attaccata, rifiutando un amante, il giovane Mazetti, che sarebbe pronto anche a sposarla e che non accetta l'idea che lei l'abbia lasciato per mettersi con lui, avvocato anziano e sposato. La situazione a quest'ultimo potrebbe sfuggire di mano e per questo ha deciso di tenere il dossier. Poi si è fatto coinvolgere in giochi erotici con Yvette e con Janine, la cameriera. Inizia a progettare di lasciare la moglie e costruirsi una nuova vita; la ragazza gli comunica di essere incinta, notizia che lo rende felicissimo. Inaspettatamente un giorno Yvette si reca all'insaputa di tutti da Mazetti, che la uccide. Gobillot completa il racconto e consegna il dossier al collega incaricato del caso.

## Adattamenti cinematografici e televisivi
- La ragazza del peccato, 1958, diretto da Claude Autant-Lara, con protagonisti Brigitte Bardot (nella parte di Yvette) e Jean Gabin (nella parte di Lucien Gobillot).
- La cliente (En plein cœur), 1998, diretto da Pierre Jolivet, con Virginie Ledoyen e Gérard Lanvin[3].
- Nel 2009 una versione per la televisione è stata adattata da Jean-Daniel Verhaeghe[4].